# Championnat du monde féminin de curling 2024
Navigation
Édition précédente Édition suivante
Le Championnat du monde féminin de curling 2024 se déroule à Sydney en Nouvelle-Écosse au Canada du 16 au 24 mars 2024.
Le format du championnat comporte un tournoi à la ronde de treize équipes. Outre le Canada en tant que pays hôtes, quatre autres équipes sont issus du classement du championnat pancontinental 2024 qui regroupe Asie-Pacifique et Amérique. Les huit autres équipes qualifiées sont issus des championnats d'Europe 2023 ;
Les six meilleures équipes se sont qualifiées pour la phase finale avec les quarts de finales sauf les deux meilleures équipes qui entre directement pour les demi-finales.

## Équipes
| Canada | Danemark | Estonie | Italie | Japon |
| --- | --- | --- | --- | --- |
| Ottawa CC Capitaine: Rachel Homan 3e: Tracy Fleury 2e: Emma Miskew 1re: Sarah Wilkes Remplaçante : Rachelle Brown                           | Hvidovre CC & Gentofte CC Capitaine: Madeleine Dupont 3e: Mathilde Halse 2e: Denise Dupont 1re: My Larsen Remplaçante: Jasmin Lander        | Curling Tallinn 4e: Erika Tuvike 3e: Kerli Laidsalu Capitaine: Liisa Turmann 1re: Heili Grossmann                              | CC Dolomiti Capitaine: Stefania Constantini 3e: Marta Lo Deserto 2e: Angela Romei 1re: Giulia Zardini Lacedelli Remplaçante: Camilla Gilberti | Karuizawa CC Capitaine: Miyu Ueno 3e: Asuka Kanai 2e: Junko Nishimuro 1re: Yui Ueno Remplaçante : Mone Ryokawa                   |
| Nouvelle-Zélande | Norvège | Écosse | Corée du Sud | Suède |
| Naseby Indoor Curling Rink Capitaine: Jessica Smith 3e: Courtney Smith 2e: Bridget Becker 1re: Holly Thompson Remplaçante : Natalie Thurlow | Lillehammer CC 4e: Kristin Skaslien Capitaine: Marianne Rørvik 2e: Mille Haslev Nordbye 1re: Martine Rønning Remplaçante: Ingeborg Forbregd | Curl Aberdeen Capitaine: Rebecca Morrison 3e: Jennifer Dodds 2e: Sophie Sinclair 1re: Sophie Jackson Remplaçante : Gina Aitken | Uijeongbu CC Capitaine: Gim Eun-ji 3e: Kim Min-ji 2e: Kim Su-ji 1re: Seol Ye-eun Remplaçante : Seol Ye-ji                                     | Sundbybergs CK Capitaine: Anna Hasselborg 3e: Sara McManus 2e: Agnes Knochenhauer 1re: Sofia Mabergs Remplaçante: Johanna Heldin |
| Suisse | Turquie | États-Unis | | |
| CC Aarau 4e: Alina Pätz Capitaine: Silvana Tirinzoni 2e: Selina Witschonke 1re: Carole Howald Remplaçante : Stefanie Berset                 | Milli Piyango CA Capitaine: Dilşat Yıldız 3e: Öznur Polat 2e: İfayet Şafak Çalıkuşu 1re: Berfin Şengül Remplaçante : İclal Karaman          | St. Paul CC Capitaine: Tabitha Peterson 3e: Cory Thiesse 2e: Tara Peterson 1re: Becca Hamilton Remplaçante : Vicky Persinger   | | |

## Premier tour
- A l'issue des 20 sessions, les 6 premiers sont qualifiés pour la phase finale : les 2 premiers directement en demi-finale, les 4 autres en quarts de finale.

| Pays             | Capitaine            | V  | D  | V-D | PP  | PC  | Manches gagnées | Manches perdues | Manches blanches | Vols pour | Tirs % | DSC (cm) |
| ---------------- | -------------------- | -- | -- | --- | --- | --- | --------------- | --------------- | ---------------- | --------- | ------ | -------- |
| Canada           | Rachel Homan         | 11 | 1  | –   | 96  | 53  | 51              | 41              | 9                | 10        | 88.4%  | 31,70    |
| Suisse           | Silvana Tirinzoni    | 10 | 2  | 2–0 | 89  | 44  | 50              | 30              | 7                | 17        | 89.2%  | 29,63    |
| Italie           | Stefania Constantini | 10 | 2  | 1–1 | 97  | 61  | 50              | 43              | 10               | 9         | 86.1%  | 32,06    |
| Corée du Sud     | Gim Eun-ji           | 10 | 2  | 0–2 | 100 | 59  | 58              | 41              | 4                | 17        | 83.5%  | 27,95    |
| Suède            | Anna Hasselborg      | 7  | 5  | –   | 78  | 59  | 52              | 44              | 12               | 16        | 87.1%  | 39,31    |
| Danemark         | Madeleine Dupont     | 6  | 6  | 1–0 | 73  | 73  | 44              | 47              | 4                | 10        | 78.8%  | 59,24    |
| États-Unis       | Tabitha Peterson     | 6  | 6  | 0–1 | 77  | 85  | 47              | 47              | 3                | 11        | 83.1%  | 43,43    |
| Écosse           | Rebecca Morrison     | 5  | 7  | –   | 59  | 82  | 39              | 49              | 11               | 7         | 81.4%  | 34,75    |
| Norvège          | Marianne Rørvik      | 4  | 8  | –   | 72  | 80  | 45              | 50              | 6                | 10        | 83.8%  | 46,83    |
| Turquie          | Dilşat Yıldız        | 3  | 9  | 1–0 | 68  | 94  | 48              | 53              | 6                | 8         | 77.9%  | 51,34    |
| Japon            | Miyu Ueno            | 3  | 9  | 0–1 | 64  | 84  | 42              | 52              | 6                | 8         | 77.6%  | 50,61    |
| Estonie          | Liisa Turmann        | 2  | 10 | –   | 71  | 108 | 47              | 56              | 4                | 9         | 75.7%  | 41,14    |
| Nouvelle-Zélande | Jessica Smith        | 1  | 11 | –   | 48  | 110 | 35              | 54              | 2                | 5         | 68.4%  | 69,81    |

## Phase finale

### Tableau
|  | Quarts de finale | Quarts de finale |               |                        | Demi-finales  | Demi-finales  |  |  | Finale        | Finale        |
|  | Quarts de finale | Quarts de finale |               |                        | Demi-finales  | Demi-finales  |  |  | Finale        | Finale        |
|  |                  |                  |               |                        |               |               |  |  |               |               |
|  | 23 mars à 11h    | 23 mars à 11h    |               |                        | 23 mars à 17h | 23 mars à 17h |  |  | 24 mars à 11h | 24 mars à 11h |
|  | 23 mars à 11h    | 23 mars à 11h    |               |                        | 23 mars à 17h | 23 mars à 17h |  |  | 24 mars à 11h | 24 mars à 11h |
|  | 23 mars à 11h    | 23 mars à 11h    | Canada        | 9                      |               |               |  |  | 24 mars à 11h | 24 mars à 11h |
|  | Corée du Sud     | 6                | Canada        | 9                      |               |               |  |  | 24 mars à 11h | 24 mars à 11h |
|  | Corée du Sud     | 6                | Corée du Sud  | 7                      |               |               |  |  | 24 mars à 11h | 24 mars à 11h |
|  | Suède            | 3                | Corée du Sud  | 7                      |               |               |  |  | 24 mars à 11h | 24 mars à 11h |
|  | Suède            | 3                | 23 mars à 17h | 23 mars à 17h          | Canada        | 7             |  |  |               |               |
|  | 23 mars à 11h    |                  | 23 mars à 17h | 23 mars à 17h          | Canada        | 7             |  |  |               |               |
|  |                  | Suisse           | 23 mars à 17h | 23 mars à 17h          | 5             |               |  |  |               |               |
|  | Italie           | Suisse           | 23 mars à 17h | 23 mars à 17h          | 5             | 7             |  |  |               |               |
|  | Italie           | Suisse           | 6             |                        |               | 7             |  |  |               |               |
|  | Danemark         | Suisse           | 6             | 4                      |               |               |  |  |               |               |
|  | Danemark         | Italie           | 3             | 4                      |               |               |  |  |               |               |
|  |                  | Italie           | 3             | Match pour la 3e place |               |               |  |  |               |               |
|  |                  |                  |               |                        |               |               |  |  |               |               |
|  | 24 mars à 16h    |                  |               |                        |               |               |  |  |               |               |
|  |                  |                  |               |                        |               |               |  |  |               |               |
|  | Corée du Sud     | 6                |               |                        |               |               |  |  |               |               |
|  | Corée du Sud     | 6                |               |                        |               |               |  |  |               |               |
|  | Italie           | 3                |               |                        |               |               |  |  |               |               |
|  | Italie           | 3                |               |                        |               |               |  |  |               |               |

### Quarts de finale
| Équipes              | 1 | 2 | 3 | 4 | 5 | 6 | 7 | 8 | 9 | 10 | Total |
| -------------------- | - | - | - | - | - | - | - | - | - | -- | ----- |
| Italie (Constantini) | 0 | 1 | 0 | 2 | 0 | 1 | 2 | 1 | 0 | X  | 7     |
| Danemark (Dupont)    | 0 | 0 | 1 | 0 | 2 | 0 | 0 | 0 | 1 | X  | 4     |

| Équipes            | 1 | 2 | 3 | 4 | 5 | 6 | 7 | 8 | 9 | 10 | Total |
| ------------------ | - | - | - | - | - | - | - | - | - | -- | ----- |
| Corée du Sud (Gim) | 0 | 2 | 0 | 0 | 0 | 0 | 1 | 0 | 2 | 1  | 6     |
| Suède (Hasselborg) | 1 | 0 | 0 | 1 | 0 | 0 | 0 | 1 | 0 | 0  | 3     |

### Demi-finales
| Équipes            | 1 | 2 | 3 | 4 | 5 | 6 | 7 | 8 | 9 | 10 | Total |
| ------------------ | - | - | - | - | - | - | - | - | - | -- | ----- |
| Canada (Homan)     | 0 | 2 | 0 | 1 | 0 | 1 | 0 | 2 | 0 | 3  | 9     |
| Corée du Sud (Gim) | 0 | 0 | 3 | 0 | 1 | 0 | 1 | 0 | 2 | 0  | 7     |

| Équipes              | 1 | 2 | 3 | 4 | 5 | 6 | 7 | 8 | 9 | 10 | Total |
| -------------------- | - | - | - | - | - | - | - | - | - | -- | ----- |
| Suisse (Tirinzoni)   | 0 | 1 | 0 | 1 | 0 | 0 | 2 | 0 | 0 | 2  | 6     |
| Italie (Constantini) | 0 | 0 | 1 | 0 | 1 | 0 | 0 | 0 | 1 | 0  | 3     |

### Troisième place
| Équipes              | 1 | 2 | 3 | 4 | 5 | 6 | 7 | 8 | 9 | 10 | Total |
| -------------------- | - | - | - | - | - | - | - | - | - | -- | ----- |
| Corée du Sud (Gim)   | 0 | 0 | 0 | 1 | 0 | 2 | 0 | 0 | 0 | 3  | 6     |
| Italie (Constantini) | 0 | 1 | 0 | 0 | 1 | 0 | 0 | 1 | 0 | 0  | 3     |

### Finale
| Équipes            | 1 | 2 | 3 | 4 | 5 | 6 | 7 | 8 | 9 | 10 | Total |
| ------------------ | - | - | - | - | - | - | - | - | - | -- | ----- |
| Canada (Homan)     | 1 | 0 | 1 | 0 | 2 | 0 | 0 | 0 | 3 | X  | 7     |
| Suisse (Tirinzoni) | 0 | 2 | 0 | 2 | 0 | 0 | 0 | 1 | 0 | X  | 5     |